# ماغنوس هيورث
ماغنوس هيورث (بالسويدية: Magnus Hjorth)‏ هو ملحن وعازف بيانو سويدي، ولد في 26 سبتمبر 1983 في Laholm ‏ في السويد.

## وصلات خارجية
- ماغنوس هيورث على موقع ميوزك برينز (الإنجليزية)
- ماغنوس هيورث على موقع ديسكوغز (الإنجليزية)